# Catacumbes de Generosa
Les Catacumbes de Generosa són unes catacumbes de Roma (Itàlia), situades en Via delle Catacombe di Generosa, prop d'una gran ancorada del riu Tíber en la riba dreta, al barri portuense.

## Història
L'origen de les catacumbes cristianes a Roma està al voltant del segle i, moment en el qual es deixava sentir la influència de la predicació de la fe realitzada pels sants Pere i Pau en aquella ciutat. Com els primitius cristians de roma comptaven amb individus pertanyents a l'aristocràcia, com les famílies dels Pomponios, els Cecilios, els Cornelios o els Acilios Glabriones; molts d'ells van utilitzar les seves pròpies cases per a l'ús de la incipient Comunitat Cristina en les seves pràctiques religioses, sent aquest l'origen de les esglésies com a llocs de culte. De la mateixa manera van permetre l'ús de part del terreny que tenien destinat a la sepultura dels membres de les seves famílies, perquè en superfície o subterràniament enterressin a membres de la comunitat cristiana a la qual pertanyien. D'aquesta manera els primers cristians van tenir els seus “tituli” i els seus cementiris comuns. Fins a la destrucció de Jerusalem per Tit l'any 70 els primers cristians eren considerats una secta dels jueus els qui permetien enterrar als nous conversos en les seves mateixes catacumbes. Així l'origen de les catacumbes cristianes és doble, d'una banda estan les catacumbes cristianes que provenen de catacumbes jueves, i d'una altra part les catacumbes cristianes que tenen el seu origen en els enterraments de pagans conversos en terrens sepulcrales de conversos poderosos. Per això normalment les catacumbes romanes porten doble denominació, una fa referència a l'antic posseïdor de la propietat excavada per a la catacumba i l'altre fa referència a un o dos màrtirs tinguts especialment devoció.

## Descripció
En la via Portuense, al llarg de la riba dreta del Tíber, es va posar en temps molt antics un santuari pagà dedicat al culte de Dea Dia, que estava a càrrec de la universitat sacerdotal de Fratres Arvales. El terreny era un pujol on s'havia deixat abandonada una pedrera putzolana, que havia excavat una sèrie de túnels, els quals a la fi del segle iii dC i el començament de la cambra, es van utilitzar com a lloc de sepultura cristiana.
Aquests túnels són el que es coneix com a Catacumbes de Generosa i en ells estan enterrats els màrtirs Simplici, Faustí i Beatriu.
Ens explica la història que els joves germans Simplici i Faustí van ser martiritzats durant el regnat de Dioclecià (284-305 dC) i, una vegada morts, van ser llançats al Tíber que la seva corrent va arrossegar els seus cossos fins que la seva germana Beatriu va aconseguir treure'ls de les aigües i portar-los al pujol on els va enterrar en els túnels de l'abandonada pedrera, que estava en uns terrens propietat d'una matrona romana trucada Generosa. Més tard, la mateixa Beatriu va sofrir martiri i va ser enterrada al costat dels seus germans per la matrona Lucina.
Una altra història explica que Beatriu, a qui no es considera amb certesa germana de sang dels joves màrtirs, encara que sí germana en la fe; va ser ajudada per dos preveres: Crispo i Joan, a l'hora de treure els cossos dels màrtirs i procedir al seu enterrament.
Durant el papat de Damas I (366-384 dC) es va construir dins del cementiri una basílica la qual va ser descoberta per casualitat en 1868 per Giovanni Battista de Rossi. Durant les excavacions d'aquest arqueòleg es va descobrir prop de l'absis un fragment de marbre en el qual estava gravada la dedicació als màrtirs.
La basílica té de 20 metres de llarg i està divida en tres naus de diferent amplària, presentant al sud una espècie de pòrtic; l'absis té un perfil irregular i està desplaçat pel que fa a l'eix longitudinal de l'edifici, en angle per adaptar-se a la tomba dels màrtirs que estava en la catacumba abans de la construcció de la basílica. A la dreta de l'absis d'una porta que permet als fidels a visitar la tomba dels màrtirs.
El lloc va tenir culte fins a finals del segle VI començaments del segle VII i la catacumba va estar en ús almenys fins al 682 d. C., l'any en el qual es decideix traslladar les relíquies dels màrtirs a la basílica de Santa Bibiana.